# Толстолобик сиви
Толстолобик сиви (лат. Hypophthalmichthys nobilis) је слатководна риба која је из Кине премештена у Европу и где се мрести вештачким путем. Припада фамилији Cyprinidae. 
- Локални називи: бик, бика, буша

## Опис и грађа
Толстолобик сиви је сличан белом толстолобику, али се од њега разликује по томе што има већу главу, тамнију боју тела и што на трбуху нема кресту. Тело му је изразито спљоштено, средње висине. Уста су му узвишена. Леђно пераје је кратко и високо. Прсно не допире до трбушног. Крљушти су мале и танке, код одраслих јединки сиве, а код млађих сребрнкасте боје. Бокови тела младих јединки су златне боје, а код одраслих се често налазе тамне мрље. Леђна страна му је сива, а могући су зелени преливи. Леђна и репна пераја су сива, а остала су жута. Бранхиоспине нису међусобно срасле. Сиви толстолобици расту брже од белих.

## Навике, станиште, распрострањеност
Толстолобик сиви је пренет из Кине, реке Амур. Познате су две врсте, сиви и бели. Гаји се у рибњацима, а населио је и Дунав и његове притоке. Храни де искључиво фитопланктоном (алгама и једноћелијским организмима) и веома брзо расте. У воде Србије се уноси вештачким путем, порибљавањем и обично зајдено са амуром. Те две рибе живе у некој врсти симбиозе, тј. амур се храни вишим воденим биљем, а толстолобик нижим. На измету амура, који садржи велики проценат целулозе, развија се маса једноћелијких алги којима се храни толстолобик.

## Размножавање
Полно је зрео са 4 године. Мрести се од маја до августа у топлим, каменитим и плитким водама. Излеже до 500 000 јајашаца. Млађ након 6 до 8 дана добија на пигментацији, расту му крљушти и усни отвори. У затвореним водама се једино вештачки мрести, не обнавља се природним путем, пошто му је за мрест потребна температура од 36º.